# The House (album)
Pour les articles homonymes, voir The House.
Albums de Katie Melua
Pictures Secret Symphony
The House est le quatrième album studio de Katie Melua sorti le 24 mai 2010. Après trois albums avec Mike Batt, la chanteuse change de producteur. Ce nouvel opus est produit par le célèbre William Orbit (U2/Madonna).

## Liste des titres
| 1.    | I'd Love to Kill You            | Katie Melua, Guy Chambers                 | 2:57 |
| 2.    | The Flood                       | Katie Melua, Guy Chambers, Lauren Christy | 4:03 |
| 3.    | A Happy Place                   | Katie Melua, Guy Chambers                 | 3:27 |
| 4.    | A Moment of Madness             | Katie Melua, Guy Chambers                 | 3:47 |
| 5.    | Red Balloons                    | Katie Melua, Polly Scattergood            | 4:20 |
| 6.    | Tiny Alien                      | Katie Melua, Guy Chambers                 | 4:36 |
| 7.    | No Fear Of Heights              | Katie Melua                               | 2:53 |
| 8.    | The One I Love Is Gone          | Bill Monroe                               | 3:38 |
| 9.    | Plague Of Love                  | Katie Melua, Rick Nowels                  | 3:26 |
| 10.   | God On Drums, Devil On The Bass | Katie Melua, Mike Batt                    | 3:48 |
| 11.   | Twisted                         | Katie Melua, Rick Nowels                  | 3:44 |
| 12.   | The House                       | Katie Melua                               | 5:00 |
| 45:44 |                                 |                                           |      |